# Tringa brevipes
Il piro-piro asiatico (Tringa brevipes (Vieillot, 1816)) è un uccello della famiglia Scolopacidae.